# ジェズス要塞包囲戦
ジェズス要塞包囲戦は、1696年3月13日から1698年12月13日にかけて、ポルトガルが支配するモンバサのジェズス要塞（現ジーザス要塞）を、オマーンのイマームであるサイフ・ビン・スルターンの軍勢とアジュラーン・スルタン国の連合軍が包囲した戦闘。3年近くにわたる兵糧攻めの末、オマーンは要塞の攻略に成功し、モンバサからポルトガル勢力を排除した。

## 背景
1650年にオマーン本土からポルトガルを排除したヤアーリバ朝は、徐々に勢力を拡大し、東アフリカのポルトガル利権を奪って奴隷貿易に参画した。1660年、ヤアーリバ朝は初めてモンバサを攻撃し、街を略奪したものの、そこにあるジェズス要塞を攻略することは出来なかった。オマーン人は東アフリカでの勢力拡大にあたり、 アジュラーン・スルタン国の支援を受けていた。

## 包囲戦
1696年、オマーン軍がジェズス要塞を包囲した。要塞を守るのは50人から70人ほどのポルトガル人兵士と、彼らに忠実な数百人のアフリカ人奴隷だった。しかし飢えや疫病のため、守備兵や要塞に逃げ込んだモンバサ住民たちは次々と倒れていった。ザンジバルの女王が要塞に補給物資を送り込んだこともあった。1696年12月にようやくポルトガル本国から援軍が到着し、オマーン軍はいったん包囲を解いた。
しかし間もなくオマーン軍が戻ってきて包囲戦を再開すると、ポルトガル兵は疫病により全滅した。その後、防衛戦はファザのシャイフ・ダウドと彼のアフリカ人家族（男性8人、女性50人）の手に引き継がれた。1697年9月15日と12月にもポルトガルからの援軍が到着し、さらに1年間包囲戦が続いた。1698年12月の時点で、残る守備兵はわずかに隊長、兵士9人、司祭のみになっていた。12月13日にオマーン軍は最後の攻撃を行い、要塞を奪取した。7日後にポルトガルから救援艦隊が到着したものの、もはや手遅れだった。こうして、モンバサにおけるポルトガル勢力は、ソマリ族・オマーン人の前に降伏した。こうして約3年にわたる包囲戦が終わり、以降モンバサは1728年までオマーンの支配下に置かれた。
同様にして、オマーンはアジュラーンの助けを得て、スワヒリ海岸からモザンビークまでのポルトガル勢力を一掃した。